# Everest (film 2015)
Everest – amerykańsko–brytyjski dramat biograficzny z 2015 roku w reżyserii Baltasara Kormákura. Scenariusz filmu powstał na podstawie prawdziwych wydarzeń opisanych w książce Everest. Na pewną śmierć Becka Weathersa.

## Opis fabuły
Film ukazuje wydarzenia z maja 1996 roku. Ośmiu himalaistów pod przewodnictwem Roba Halla próbuje zdobyć najwyższy szczyt świata, Mount Everest. Kiedy dochodzi do gwałtownego załamania pogody, wspinacze muszą stawić czoła gwałtownej burzy śnieżnej.

## Obsada
- Jason Clarke jako Rob Hall
- Josh Brolin jako Beck Weathers
- Jake Gyllenhaal jako Scott Fischer
- John Hawkes jako Doug Hansen
- Robin Wright jako Peach Weathers
- Emily Watson jako Helen Wilton
- Michael Kelly jako Jon Krakauer
- Keira Knightley jako Jan Hall
- Sam Worthington jako Guy Cotter
- Martin Henderson jako Andy „Harold” Harris
- Elizabeth Debicki jako Caroline Mackenzie
- Ingvar Eggert Sigurðsson jako Anatolij Bukriejew